# Ирбитский государственный музей мотоциклов
Ирби́тский госуда́рственный музе́й мотоци́клов — единственный в России музей мотоциклов, имеющий статус государственного. Находится в городе Ирбит по адресу ул. Советская, 100а.

## История
Официально открыт 25 июня 2004 года. Музей создан на основе коллекции Ирбитского мотоциклетного завода, где более 60 лет формировалось техническое собрание, служившее творческой лабораторией для конструкторов, испытателей, инженеров. Администрация Ирбита при содействии губернатора Свердловской области принимала участие в создании музея, выкупив у владельцев завода коллекцию мотоциклов.

## Музейный фонд
Музейный фонд насчитывает более 120 транспортных единиц. Это не только мотоциклы тяжёлого класса, но и автомобили, вездеходы производства ИМЗ; дополняют техническое собрание музея 48 двигателей внутреннего сгорания. Музейная коллекция мотоциклов уникальна — она отражает основные тенденции развития отечественного и мирового мотоциклостроения, представленного моделями ведущих мотоциклетных фирм Англии, Германии, Италии, США, Японии.
В зарубежном отделе представлены мотоциклетные фирмы: Royal Enfield, Vinsent H.R.D., Triumph, Honda, Harley Davidson, Yamaha, Gillera, Ducati, BMW, HSU, Zundapp, Norton, AJS, BSA, Ariel.
Хранящиеся в музее технические отчёты (более 5 тысяч) научно-исследовательских институтов, Главного Бронетанкового Управления, Всесоюзного Конструкторского Бюро, ВНИИмотопрома и др. раскрывают историю становления отечественной мотопромышленности с 1940 по 2000 год. Особое место в музее занимают мемориальные персональные фонды, содержащие сведения о жизненном пути и научно-творческой деятельности известных людей — выдающихся директоров, ведущих конструкторов, инженеров и изобретателей ИМЗ, ирбитчан — чемпионов СССР, победителей различных международных соревнований по мотоспорту.
В экспозициях музея можно познакомиться с историей возникновения Ирбитского мотозавода (1941—1945 гг.) и состоянием мирового мотоциклостроения до 1940 года; серийными моделями производства ИМЗ и экспериментальными моделями (1951—1995 гг.), дающими представление о творческом потенциале ведущих заводских конструкторов; мотоциклами иностранного производства, позволяющими проследить историю развития мотопромышленности Европы, США, Японии с 1936 по 1989 год. С жизнью байкеров России, их встречами и творчеством познакомит посетителей экспозиция на эту тему. Ещё одна экспозиция информирует об Ирбитской школе мотоспорта, об установлении ирбитчанами на мотоциклах «Урал» рекордов Гиннесса.
В деятельности музея большое значение придается организации и регулярному проведению выездных выставок техники на открытых площадках.

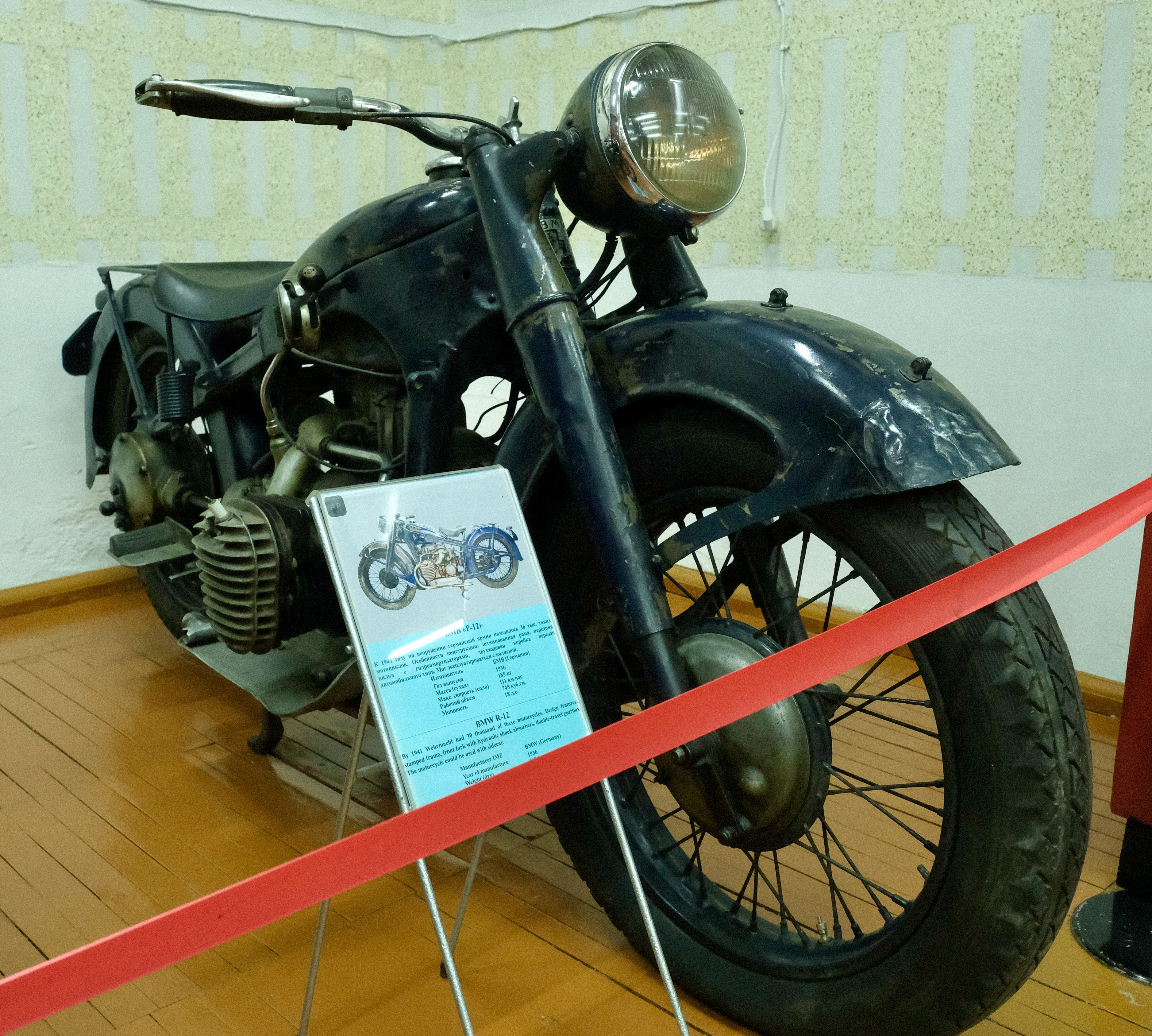
BMW R-12
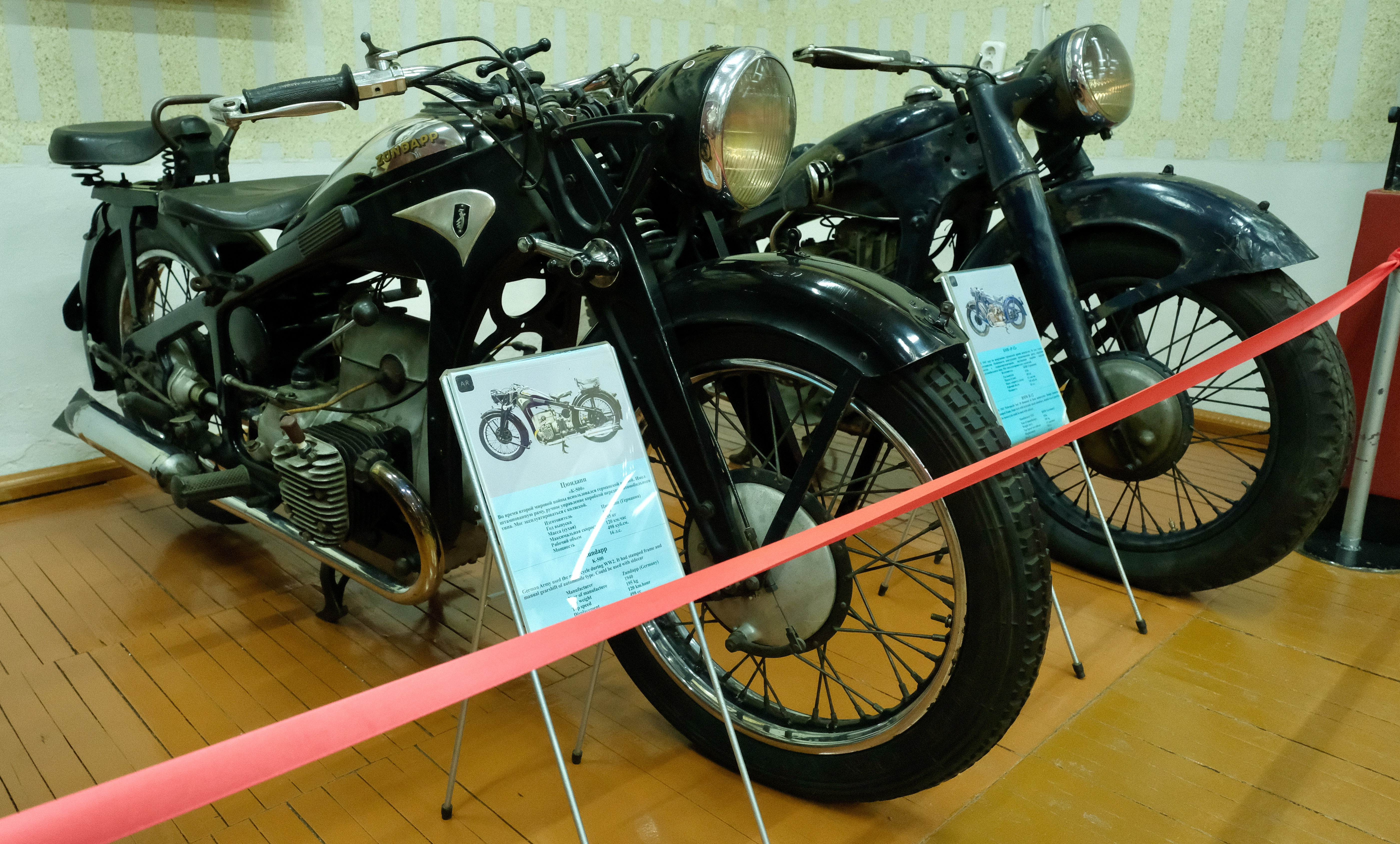
Zundapp K-500
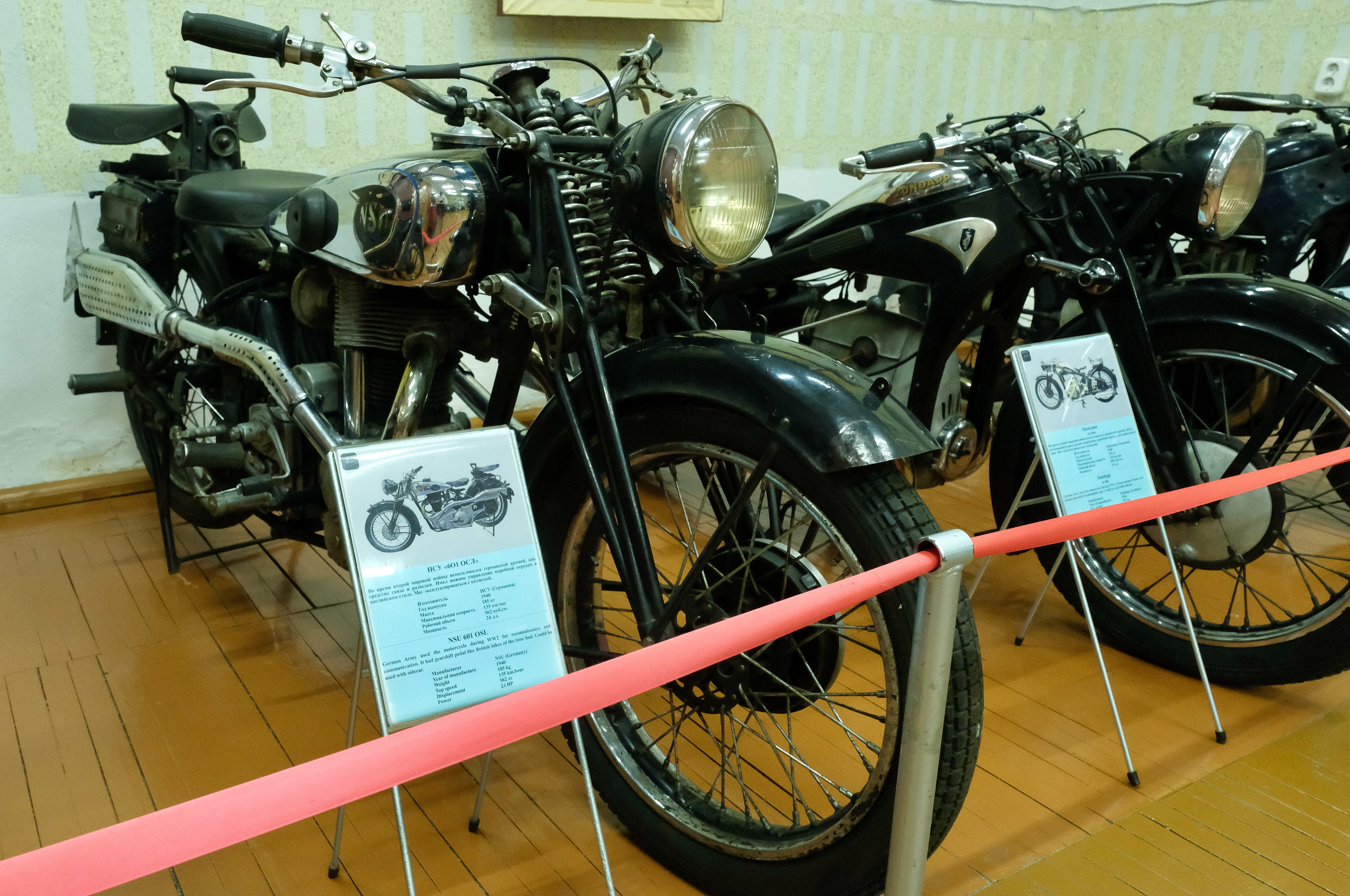
NSU 601 OSL
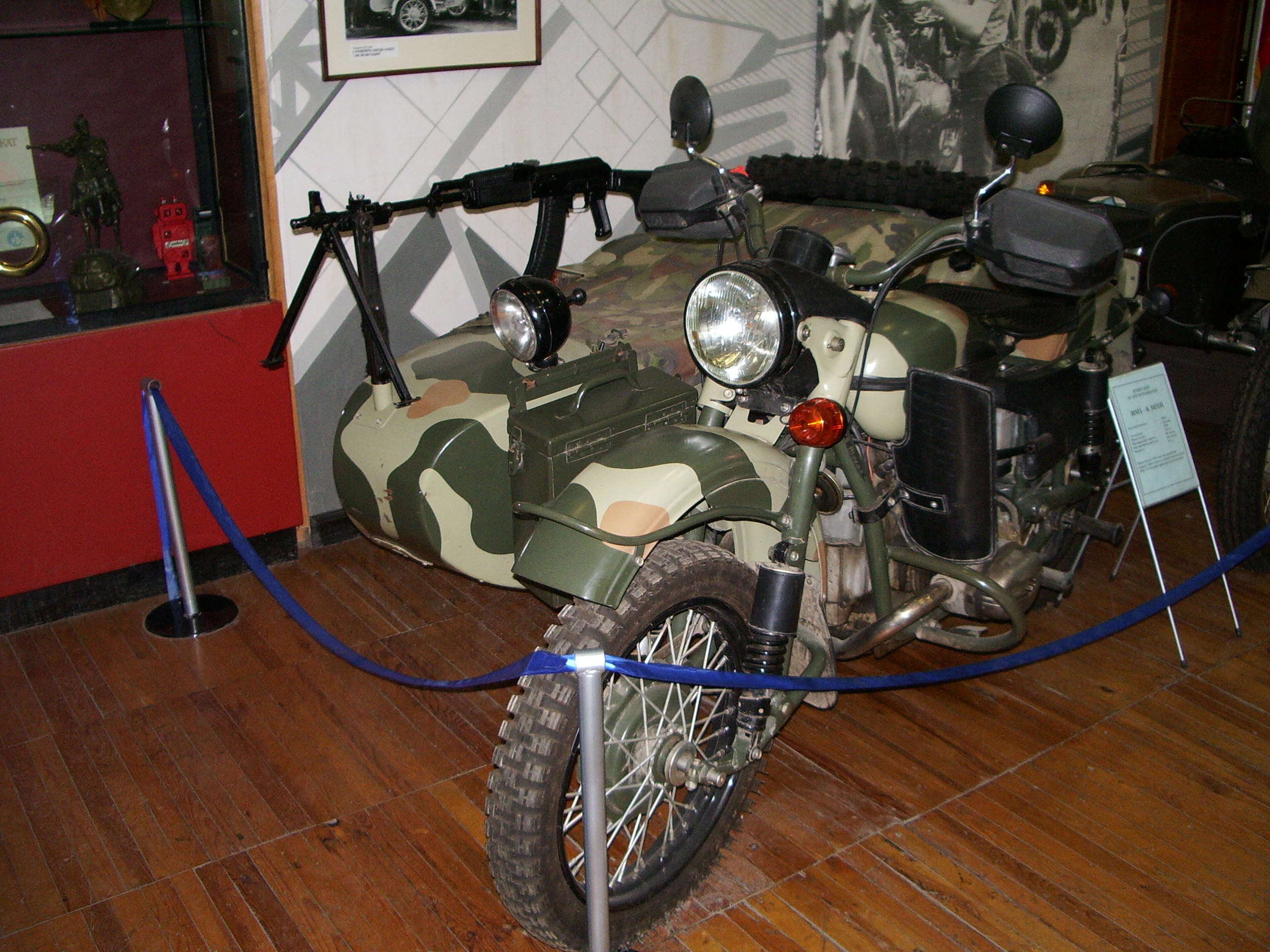
Военная модификация мотоцикла «Урал»
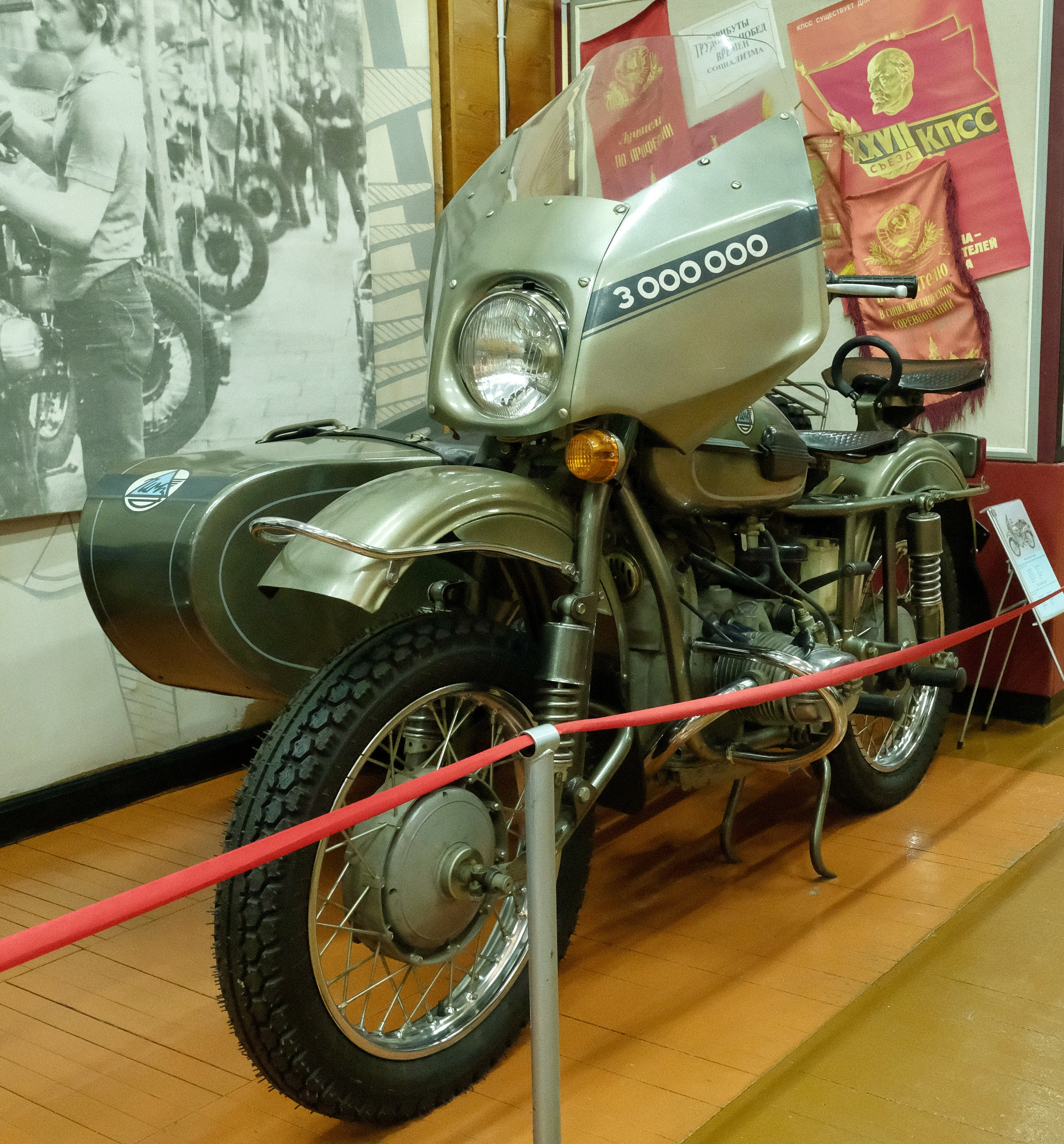
3-х-миллионный экземпляр ИМЗ-8.103-40 «Турист»
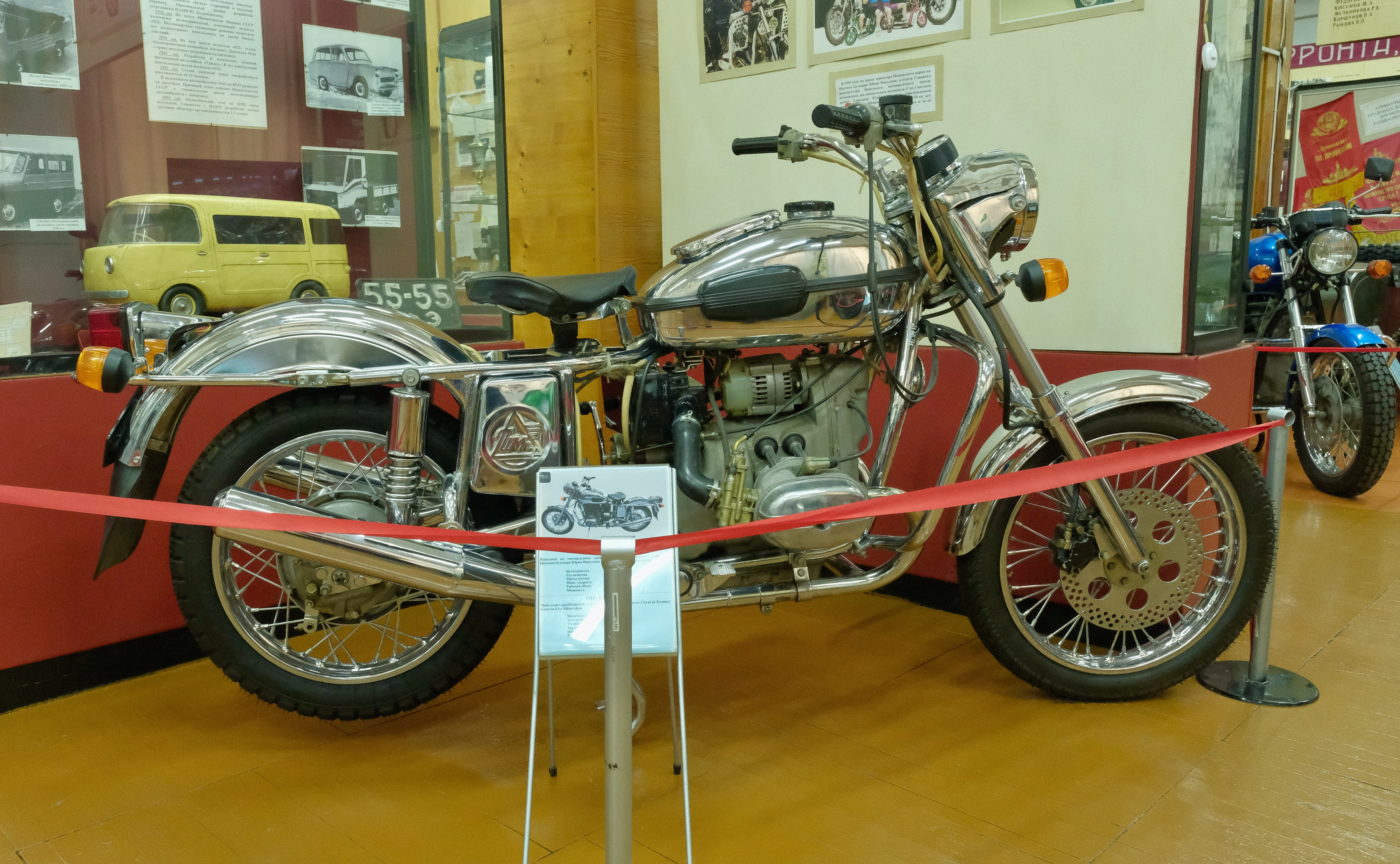
ИМЗ-8.123 «Цирк»
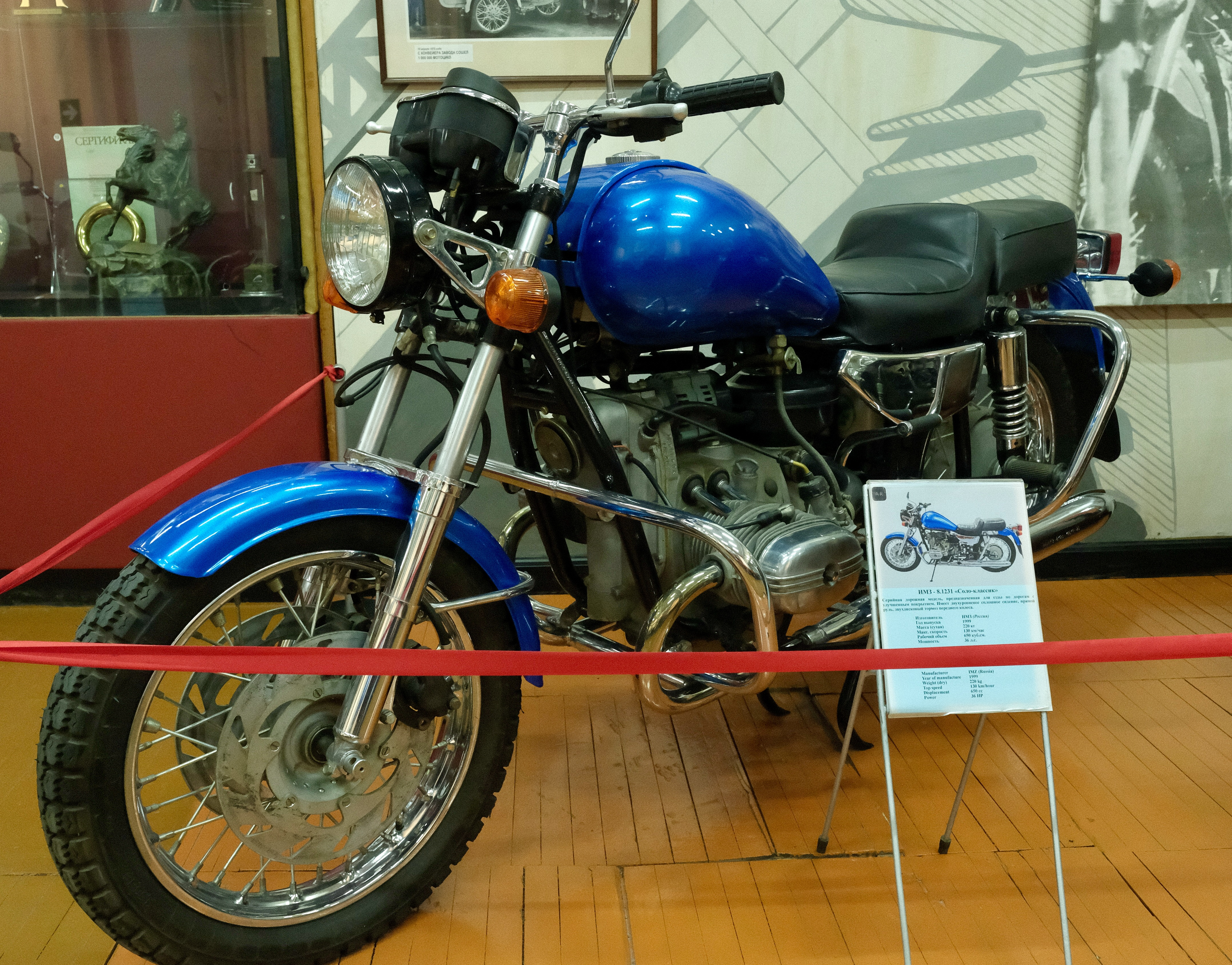
ИМЗ-8.1231 «Соло-классик»
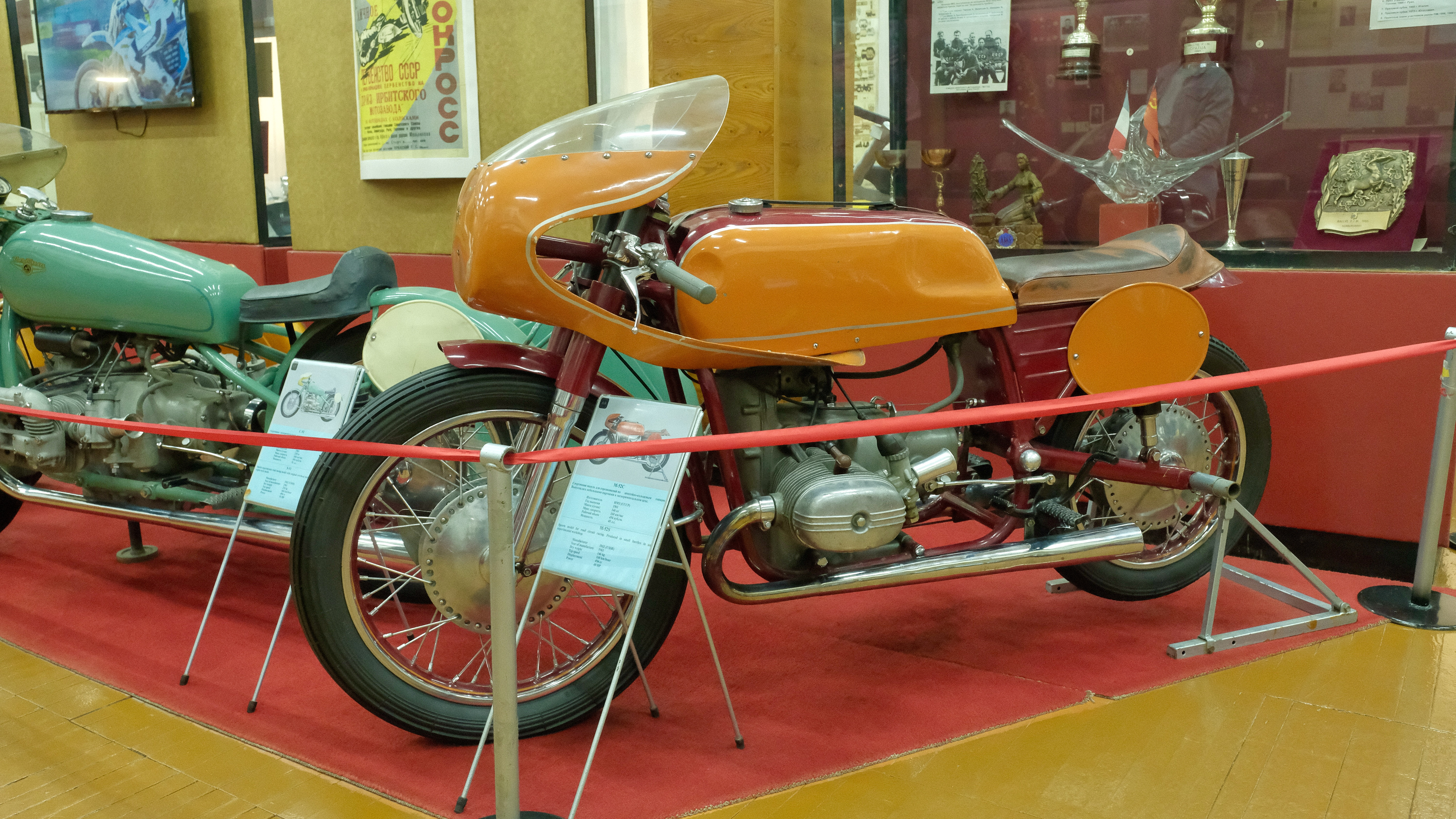
ИМЗ М-52С
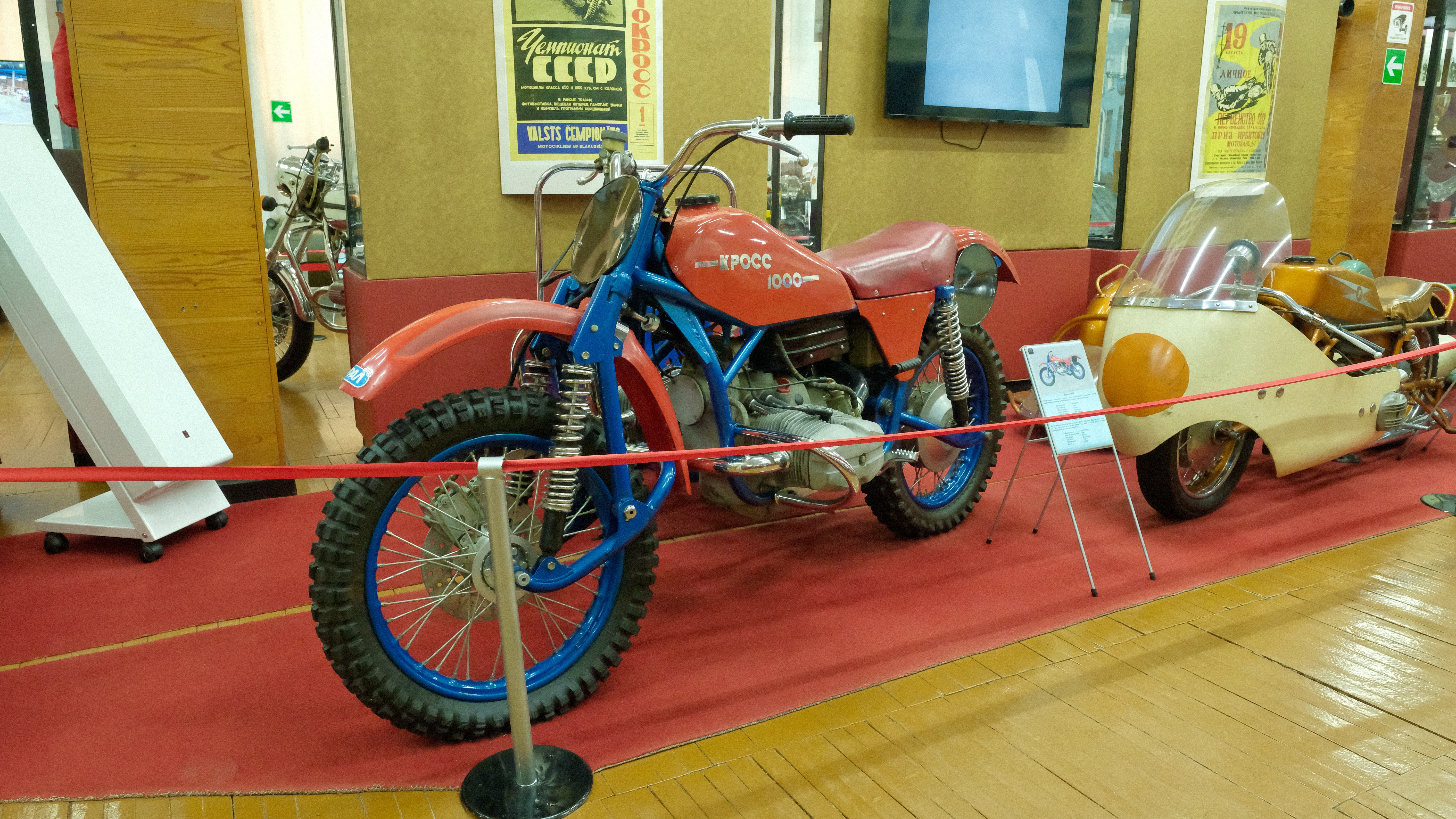
ИМЗ Кросс-1000